# Lilla Abborrvatten
Lilla Abborrvatten är en sjö i Kungälvs kommun i Bohuslän och ingår i Göta älvs huvudavrinningsområde. Lilla Abborrvatten ligger i Svartedalen Natura 2000-område. Sjön är 5,3 meter djup, har en yta på 0,0053 kvadratkilometer och är belägen 110 meter över havet.